# Rabel (instrument)

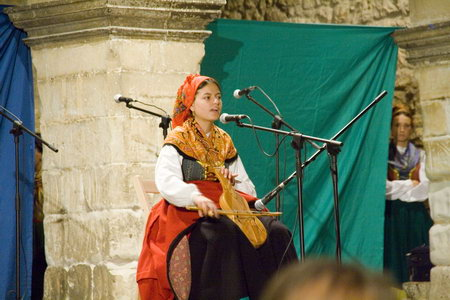
Rabelliste

Le rabel est un petit cordophone d'origine espagnole. C'est une vièle rustique et ancienne qui a été répandue en Amérique Latine notamment. Sa première mention remonte au XIIe siècle, le terme étant dérivé de celui du rabâb, tout comme le rebec. Il est toujours utilisé dans la musique folklorique de Cantabria et des Asturies.

## Lutherie
Long de 50cm et doté de deux cordes accordées à la quinte, il a une caisse de résonance aux formes variables (entre un violon resséré et un cavaquinho), parfois excavée dans un bloc de bois monoxyle, parfois assemblé. Le manche est grossier et se termine par un chevillier en cercle. La table d'harmonie est percée de petites ouïes circulaires ou ovoïdes.
Il est apparenté au rebab arabe et au rebec. Il possède une corde ou deux, la seconde est destinée au bourdon. Il est joué avec un archet. C'est un instrument populaire dont le corps est généralement rectangulaire, avec des angles arrondis jusqu'à le rapprocher de la forme de la guitare, parfois du rebec selon les lieux et les époques. Le manche est plat.
L'archet (cayau) a la particularité d'avoir une cheville de tension.

## Jeu
Il est encore très employé dans nombre de musiques sud-américaines.